# فرزندان لذت
فرزندان لذت (انگلیسی: Children of Pleasure) فیلمی در ژانر کمدی رمانتیک، رمانتیک، و موزیکال به کارگردانی هری بومونت است که در سال ۱۹۳۰ منتشر شد.